# アンディ・ポロ
アンディ・ジョルマン・ポロ・アンドラーデ（Andy Jorman Polo Andrade, 1994年9月29日 - ）は、ペルー・リマ出身のサッカー選手。ペルー代表。ポジションはFW。

## 経歴

### クラブ
2009年からウニベルシタリオ・デポルテスのユースチームでキャリアをスタートさせ、2011年にトップチーム昇格した。4月23日、アリアンサ・アトレティコ戦でデビューを果たした。
2014年冬、インテルナツィオナーレ・ミラノへ移籍。

### 代表
ペルー代表として2011 南米U-17選手権に出場し、3ゴールを記録。その後2018 FIFAワールドカップなどにも出場した。

## 代表歴

### 出場大会
- ペルー代表
  - 2018 FIFAワールドカップ

### 試合数
- 国際Aマッチ 43試合 1得点（2016年-）[2]

| ペルー代表 | 国際Aマッチ | 国際Aマッチ |
| 年         | 出場        | 得点        |
| ---------- | ----------- | ----------- |
| 2016       | 9           | 1           |
| 2017       | 6           | 0           |
| 2018       | 6           | 0           |
| 2019       | 10          | 0           |
| 2020       | 4           | 0           |
| 2021       | 0           | 0           |
| 2022       | 2           | 0           |
| 2023       | 6           | 0           |
| 2024       |             |             |
| 通算       | 43          | 1           |